# Pomorske bitke med ameriško revolucijo
Ameriška revolucijska vojna je v letih 1775 do 1781 videla vrsto bitk, v katerih so sodelovale pomorske sile britanske kraljeve mornarice in kontinentalne mornarice ter francoske mornarice od leta 1778 naprej. Čeprav so Britanci uživali večino numeričnih zmag, so te bitke kulminirale v predaji britanske vojske pod poveljstvom generala Charlesa Cornwallisa, kar je neposredno pripeljalo do začetka resnih mirovnih pogajanj in konca vojne. Od začetka sovražnosti so vojaške sile britanske Severne Amerike in Zahodne Indije pod poveljstvom vice-admirala Samuela Gravsa blokirala glavna kolonialna pristanišča in izvajala napade na patriotske skupnosti. Kolonialnim silam ni preostalo veliko možnosti, da bi preprečile te dogodke zaradi britanske pomorske prevlade. Leta 1777 so kolonialni kapitani izvajali napade v britanskih vodah, zajemali trgovske ladje in jih vozili v francoska in španska pristanišča, čeprav sta bili obe uradno nevtralni. Da bi izzvala Britanijo, je Francija februarja 1778 podpisala dve pogodbi z Ameriko, a se ni odločila za razglasitev vojne proti Britaniji. Tveganje francoske invazije je Britance prisililo, da so skoncentrirali svoje sile v Rokavskem prelivu, kar je povzročilo ranljivost njihovih sil v Severni Ameriki na napade.
Francija je uradno vstopila v vojno 17. junija 1778, francoske ladje, poslane v zahodno poloblo, so preživele večino leta v Zahodnih Indi in so se do severnoameriških kolonij odpravile šele od julija do novembra. V prvi "bitki pri Rhode Islandu" je francoska flota pod poveljstvom vice-admirala "Comte Charlesa Henrija Hectora d'Estainga" poskusila izvesti pomorske in kopenske napade v New Yorku in "Newportu, Rhode Island", toda zaradi kombinacije slabe koordinacije in slabega vremena, d'Estaing in vice-admiral Lord Richard Howe, 1. grof Howe nista sodelovala v bitkah leta 1778. Po odhodu francoske flote so Britanci usmerili svojo pozornost na jug severnoameriških jolonij. Leta 1779 se je francoska flota vrnila, da bi pomagala ameriškim silam, ki so poskušale ponovno zavzeti Savano od britanskih sil, vendar so naleteli na neuspeh, kar je povzročilo, da so britanski zmagovalci ostali v nadzoru do konca leta 1782.
Leta 1780 je še ena flota in 6.000 sil pod poveljstvom generala Jean-Baptistea de Rochambeauja pristala v Newportu in kmalu zatem so jo britanske sile blokirale. V začetku leta 1781 sta general George Washington in de Rochambeau načrtovala napad proti Britancem na območju Chesapeake Bay, ki je bil usklajen s prihodom velike flote pod poveljstvom vice-admirala Comte Françoisa Josepha Paula de Grasseja iz Zahodne Indije. Britanski vice-admiral Sir George Brydges Rodney, 1. baron Rodney, ki je spremljal de Grassea po Zahodnih Indijah, je bil obveščen o odhodu slednjega, vendar ni bil prepričan o njegovi destinaciji. Verjel je, da se bo de Grasse vrnil z delom svoje flote v Evropo, zato je Rodney odredil kontraadmiralu Sir Samuelu Hoodu in 15 ladjam z nalogo, da ga poiščejo v Severni Ameriki. Rodney, ki je bil bolan, je odplul v Evropo z ostalo floto, da bi okreval, ponovno opremil svojo floto in se izognil atlantski sezoni hurikanov.
Britanske pomorske sile v Severni Ameriki in na Karibih so bile šibkejše od združenih flot Francije in Španije in po mnogo negotovosti britanskih pomorskih poveljnikov je francoska flota prevzela nadzor nad Chesapeake Bayom, kjer je izkrcala sile blizu "Yorktowna, Virginia". Kraljevska mornarica se je poskušala spopasti za ta nadzor v ključni "bitki pri Chesapeaku" 5. septembra, vendar je bil kontraadmiral Thomas Graves poražen. Francosko-ameriške sile so obkolile, oblegale in prisilile na predajo britanske sile pod poveljstvom generala Cornwallisa, kar je zaključilo glavne vojaške operacije v Severni Ameriki. Ko so novice dosegle London, je vlada lorda Fredericka Northa padla in naslednja Rockinghamova je vstopila v mirovna pogajanja. Ta so se zaključila z Pariškim mirom leta 1783, v katerem je kralj  Jurij III. priznal neodvisnost Združenih držav Amerike.

## Zgodnje akcije, 1775–1778

### Prvi spopadi
Bitka pri Lexingtonu in Concordu 19. aprila 1775 je privabila tisoče patriotov iz celotne Nove Anglije v mesta okoli Bostona. Ti ljudje so ostali na tem območju in njihovo število je raslo, kar je postavilo britanske sile v obleganje Bostona, ko so blokirali vse kopenske dostope do polotoka. Britanci so še vedno lahko prinašali zaloge iz Nove Škotske, "Providence, Rhode Islanda" in drugih krajev, ker je pristanišče ostalo pod nadzorom britanske mornarice.  Kolonialne sile niso mogle storiti ničesar, da bi ustavile te pošiljke zaradi 
pomorske nadvlade britanske flote in popolne odsotnosti kakršnih koli oboroženih ladij spomladi leta 1775. Kljub temu, da so Britanci lahko oskrbovali mesto po morju, so bili prebivalci in britanske sile na omejeni porabi hrane, cene pa so hitro naraščale  Viceadmiral Samuel Graves je poveljeval kraljevi mornarici okoli zasedenega Bostona pod splošnim poveljstvom generalnega guvernerja Thomasa Gaga. Graves je na "Noddle's Islandu" najel skladišče za različne pomembne pomorske zaloge, seno in živino, kar se mu je zdelo pomembno ohraniti, zaradi "skoraj nemogoče možnosti, da bi jih v tem trenutku nadomestili".
Med obleganjem, ko so bile zaloge v mestu vsak dan manjše, so britanske enote poslali v bostonsko pristanišče na ropanje kmetij za zaloge. Graves, očitno delujoč na podlagi obveščevalnih informacij, da bi patrioti lahko poskušali napasti otoke, je razporedil čolne za patruljenje blizu "Noddle's Islanda". To so bili dolgi čolni, ki so vključevali enote marincev. Viri se razlikujejo v tem ali so bili na "Noddle's Islandu nameščeni kakšni redni vojaki ali marinci, da bi zaščitili pomorske zaloge. V odziv so patrioti začeli čistiti "Noddle's Island" in "Hog Island" vsega, kar bi bilo koristno za Britance. Graves na svojem poveljniški ladji "HMS Preston" to opazil in signaliziral, da se marinci izkrcajo na "Noddle's Island" in naročil oboroženemu škunerju "HM Diana", pod poveljstvom njegovega nečaka poročnika Thomasa Gravesa, da se odpravi po "Chelsea Creek" in prekine pot koloni. Ta sporna akcija je privedla do izgube dveh britanskih vojakov in zajetja ter zažiga HM Diane. Ta neuspeh je Gravesa spodbudil, da je premaknil ladjo "HMS Somerset", ki je bila nameščena v plitvih vodah med Bostonom in "Charlestownom, Boston" v globlje vode na vzhod od Bostona, kjer bi imela izboljšano manevriranost, če bi bila pod ognjem s kopnega. Prav tako je z zamudo poslal odred rednih vojakov, da zavaruje "Noddle's Island"; kolonisti so dolgo prej odstranili ali uničili vse dragocene stvari na otoku.
Potreba po gradbenih materialov in drugih preskrbovalnih sredstvih je admirala Gravesa spodbudila, da je pooblastil |lojalističnega trgovca, da pošlje svoja dva ladji Unity in Polly iz Bostona v "Machias, Maine"  v spremstvu oboroženega škunerjaMargaretta pod poveljstvom Jamesa Mooreja, pomorskega častnika z Gravesove ladjePreston. Moore je prav tako nosil ukaze, da si povrne, kar lahko, iz razbitin "HMSHalifaxa", ki je očitno bila zaustavljena v "Machias Bayu" s strani morskega patriotskega pilota februarja 1775. Po burnem pogajanju so ljudje iz Machiasa zasegli trgovske ladje in škuner po kratki bitki, v kateri je bil Moore ubit. Jeremiah O'Brien je takoj opremil eno od treh zajetih ladij z obrambno konstrukcijo, jo oborožil z orožjem in topovi iz ladje Margarette in ji spremenil ime v Machias Liberty. Julija 1775 sta Jeremiah O'Brien in Benjamin Foster zajela še dva britanska oborožena škunerja Diligent in Tatamagouche, katerih častniki so bili zajeti, ko so prišli na obalo blizu "Bucks Harbour". Avgusta 1775 je lokalni kolonialni kongres uradno priznal njuno prizadevanje in sicer sta bili Machias Liberty in Diligent sprejeti v vojno mornarico Massachusettsa z Jeremiahom O'Brienom kot njihovim poveljnikom. Skupnost je ostala baza za privatniške podvige do konca vojne.
Njihov odpor in odpor drugih obalnih skupnosti je pripeljal do tega, da je Graves odobril povračilno ekspedicijo oktobra, katere edino pomembno dejanj je bil zažig Falmoutha. 30. avgusta je kraljevski mornariški kapitan James Wallace, ki je poveljeval "HMS Rose", odprl ogenj na mesto "Stonington, Connecticut" potem ko so tamkajšnji meščani preprečili ladji Rose', da bi ujel plovilo, ki ga je pregnal v pristanišče. Wallace je oktobra streljal tudi na mesto "Bristol, Rhode Island", potem ko so njegovi meščani zavrnili dostavo živino. Ogorčenje v kolonijah nad tem dejanjem je prispevalo k sprejetju zakonodaje v Drugem kontinentalni kongres, ki je ustanovil kontinentalno mornarico. Ameriška mornarica priznava 13. oktober 1775 kot datum njeno uradno ustanovitev — drugi celinski kongres je konec leta 1775 ustanovil celinsko mornarico. Na ta dan je kongres odobril nakup dveh oboroženih plovil za boj proti britanskim trgovskim ladjam; ti ladji sta postali brig ˇ"Andrew Doria" in "USS|Cabot". Prva ladja v naročilu je bila "USS Alfred", ki jo je kapitan Dudley Saltonstall kupil 4. novembra in splavil 3. decembra]. John Adams je pripravil osnutek svojih prvih upravnih predpisov, ki jih je kongres sprejel 28. novembra 1775 in so ostali v veljavi skozi celotno revolucijo. Resolucija z Rhode Islanda, ki jo je ponovno obravnaval kontinentalni kongres, je bila sprejeta 13. decembra 1775 in dovoljuje gradnjo trinajstih fregat v naslednjih treh mesecih, petih ladij z 32 topovi, petih z 28 topovi in treh s 24 topovi.

### Ustanovitev celinske mornarice
Zaradi obupnega pomanjkanja smodnika, ki je bil na voljo kontinentalni vojski je kongres organiziral pomorsko ekspedicijo, katere cilj je bil zaseg vojaških zalog v Nassauu. Medtem, ko so ukazi, ki jih je kongres izdal Eseku Hopkinsu, kateri je bil kapitan flote izbran za vodjo odprave, vključevala le navodila za patruljiranje in napad na britanske mornariške cilje na obali Virginije in Severne Karoline ter Južne Karoline, je dodatna navodila morda prejel Hopkins na tajnih sestankih pomorskega odbora kongresa. Navodila, ki jih je Hopkins pred tem izdal kapitanom svoje flote izplule iz "Cape Henlopena, Delaware" 17. februarja 1776, so vključevala navodila za srečanje na "Great Abaco Islandu" na Bahamih.  Floto, ki jo je Hopkins vodil so sestavljali: Alfred, USS Hornet, USS Wasp, USS Fly, Andrew Doria, Cabot, USS Providence in Columbus. Poleg ladijskih posadk je bilo na njem 200 marincev pod poveljstvom Samuela Nicholasa. V začetku marca je flota (zmanjšana za eno ladjo zaradi zapleta vrvi na poti) izkrcala marince na otoku "New Providence" in zajela mesto Nassau, Bahami. Potem ko so ladje flote naložile (razširjene za dve zajeti ladji) z vojaškimi zalogami, je flota 17. marca odplula proti severu, z eno ladjo, poslano v Philadelphio, medtem ko je ostala flota odplula proti kanalu "Block Island" z guvernerjem Brownom in drugimi uradniki kot zaporniki. Izbruhi različnih bolezni, vključno z vročico in črnimi kozami, ki so povzročili znatno zmanjšanje učinkovitosti posadke, so zaznamovali križarjenje flote.
Povratna pot je potekala brez zapletov, dokler ni flota dosegla vode pred Long Islandom. Dne 4 Aprila je flota naletela na in rudi zajela ladjo "HMS Hawk", ki je bila naložena z potrebščinami. Naslednji dan je prinesel drugo nagrado, ladjo Bolton, ki je bila prav tako naložena z zalogami, ki so vključevale še več orožja in smodnika. Upajoč, da bo ujel še več enostavnih nagrad, je Hopkins nadaljeval z križarjenjem ob Block Islandu, pri čemer je floto oblikoval v izvidniško formacijo dveh kolon. Potrebno je bilo z možmi zapolniti ujete ladje, kar je dodatno zmanjšalo bojno učinkovitost ladij flote. Flota je končno naletela na odpor 6. aprila, ko je srečala "HMS Glasgow", močno oboroženo vojaško ladjo. V "bitki pri Block Islandu" je numerično slabša ladjaGlasgow uspela uiti zajemu, pri čemer je hudo poškodoval ladjo Cabot, ranila njenega kapitana, Hopkinsovega sina Johna Burroughsa Hopkinsa in ubila ali ranila enajst drugih. Kapitan ladje Andrew Doria, kapitan Nicholas Biddle je opisal bitko kot "brezglavo" ali helter-skelte. Do "New Londona, Connecticut" so prispeli 8. aprila.
Čeprav je predsednik Kontinentalnega kongresa John Hancock pohvalil Hopkinsa za uspešnost flote, je njeno neuspeh pri ujetju Glasgow omogočil nasprotnikom mornarice v in izven kongresa priložnost za kritiko. Nicholas Biddle je o akciji zapisal: "Nikoli se ni zgodil bolj nepremišljen, slabo upravljan dogodek". Abraham Whipple, kapitan Columbusa, je nekaj časa prenašal govorice in obtožbe o strahopetnosti, a je na koncu zaprosil za vojaško sodišče, da bi očistil svoje ime. Na 6. maju so ga zaslišali v komisiji, ki je bila sestavljena iz častnikov, ki so bili na prisotni na morskem pohodu in bil oproščen strahopetnosti, čeprav so mu očitali napake pri presojanju. John Hazard, kapitan Providence ni imel te sreče. Njegovi podrejeni častniki so ga obtožili različnih prekrškov, vključno z zanemarjanjem dolžnosti med spopadom z ladjoGlasgow in ga je vojaško sodišče obsodilo ter prisililo, da je odstopil od svojega poveljništva.
Komodor Hopkins je bil deležen preiskave s strani kongresa zaradi zadev, ki niso bile povezane s to akcijo. Kršil je svoje pisne ukaze, ker je odplul v Nassau namesto v Virginijo in Karolini ter je razdelil blago, ki je bilo zajeto med križarjenjem ob Connecticutu in Rhode Islandu, ne da bi se posvetoval s kongresom. Za te prekrške je bil obtožben in januarja 1778 razrešen iz mornarice po dodatnih sporih, vključno z neuspehom flote, da bi ponovno odplula (nekaj njenih ladij je imelo pomanjkanje posadk in je na koncu obtičalo v Providenceu zaradi britanske okupacije Newporta konec leta 1776). Ameriške sile niso bile dovolj močne, da bi izgnale britansko posadko od tam, ki je bila prav tako podprta z britanskimi ladjami, ki so uporabljale Newport kot bazo.
Na "Lake Champlain" je Benedict Arnold nadzoroval gradnjo 12 plovil za zaščito dostopa do najvišjih plovnih območij "Hudson Riverja" pred napredujočimi britanskimi silami. Britanska flota je uničila Arnoldovo floto v "bitki pri Valcour Island]u", toda prisotnost flote na jezeru je uspela upočasniti britanski napredek dovolj, dokler ni prišla zima, daso lahko zasedli "Fort Ticonderoga". Sredi leta 1776 je bila pod konstrukcijo vrsta ladij, ki je vključevala trinajst frigat, ki jih je odobril kongres, vendar njihova učinkovitost ni bila velika; popolnoma so jih prekašale ladje mogočne kraljeve mornarice in skoraj vse so bile zajete ali potopljene do leta 1781.
Privatniki so imeli nekaj uspeha, saj je bilo izdanih 1.697 dovoljenj za gusarstvo. Posamezne države in ameriški agenti v Evropi ter na Karaibih so prav tako podeljevali koncesije. Upoštevajoč podvojitve so različni organi izdali več kot 2.000 dovoljenj. Zavarovalnica "Lloyd's of London" je ocenila, da so patriotski privatniki zajeli 2.208 britanskih ladij, kar je znašalo skoraj 66 milijonov, kar je bilo znatna vsota v tistem času.

## Francija vstopi v vojno, 1778–1780

### Francoski manevri
Pri svojem prvem velikem poskusu sodelovanja z Američani je Francija poslala viceadmirala Charlesa Henrija Hectorja d'Estainga s floto 12 bojnih ladij in nekaterimi pehotnimi enotami v Severno Ameriko aprila 1778, z nalogo, da blokira britansko severnoameriško floto v "Delaware River". Čeprav so britanski voditelji prejeli informacije, da se d'Estaing verjetno podaja v Severno Ameriko, so politične in vojaške razlike znotraj vlade in mornarice odložile britanski odziv, kar mu je omogočilo, da je brez nasprotovanja plul skozi Gibraltarsko ožino. Šele v začetku junija je flota 13 bojnih ladij pod vodstvom viceadmirala Johna Byrona zapustila evropske vode za pregon. D'Estaingovo prečkanje Atlantika je trajalo tri mesece, toda Byron (ki so ga zaradi njegove ponavljajoče se smole z vremenskimi razmerami imenovali "Foul-weather Jack") je prav tako naletel na slabo vreme in ni prispel v New York do sredine avgusta.
Britanci so se evakuirali Filadelfijo v New York pred d'Estaingovim prihodom in njihova severnoameriška flota ni bila več v reki, ko je njegova flota prispela v Delaware Bay v začetku julija. D'Estaing je sklenil, da bo odplul v New York, vendar je njegov dobro zaščiten pristan predstavljal zahtevno nalogo za francosko floto. Ker so Francozi in njihovi ameriški piloti menili, da njegovi največji ladji ne moreta prečkati peščenjaka v newyorški pristan, so se njihovi voditelji odločili, da bodo svoje enote usmerili proti od Britancev zasedenemu "Newportu v Rhode Islandu". Medtem ko je d'Estaing bil zunaj pristana sta britanski general Sir |Henry Clinton in viceadmiral Lord Richard Howe, 1st Earl Howe poslala floto transportov, ki je prevažala 2.000 vojakov za okrepitev Newporta preko "Long Island Sound"; ti so dosegli svoj cilj 15. julija, kar je povečalo število v Sir Robert Pigotovi garniziji na več kot 6.700 ljudi.

### Francoski prihod v Newport
22. julija, ko so Britanci ocenili, da je plima dovolj visoka, da lahko francoske ladje prečkajo peščenjak, je d'Estaing odplul iz svoje pozicije zunaj newyorškega pristana. Sprva je plul proti jugu, preden se je obrnil na severo-vzhod proti Newportu. Britanska flota v New Yorku, osem bojnih ladij pod vodstvom Lorda Richarda Howa je odplula za njim, ko so odkrili njegovo destinacijo Newport. D'Estaing je prispel pred "Point Judith, Rhode Islandom" 29. julija in se takoj srečal z generaloma Nathanaelom Greeneom in Gilbert du Motierjem, marquis de Lafayette, da bi razvili napadalni načrt. Predlog generala Johna Sullivana je bil, da bi se Američani preselili na vzhodno obalo "Aquidneck Islanda (Rhode Island)" iz "Tivertona, Rhode Island", medtem ko bi francoske enote, ki bi koristile "Conanicut Island" kot izhodišče, prečkale z zahoda in onesposobile oddelek britanskih vojakov na "Butts Hillu" na severni strani otoka. Naslednji dan je d'Estaing poslal fregate v "reko Sakonnet" (kanal vzhodno od Aquidnecka) in v glavni kanal, ki vodi do Newporta.
Ko so postali zavezniški cilji jasni, je general Pigot sklenil, da bo svoje sile prerazporedil v obrambni poziciji in umaknil enote z otoka Conanicuta in Butts Hilla. Prav tako je sklenil, da bo skoraj vso živino premestil v mesto, ukazal je uničenje sadovnjakov, da bi zagotovil jasen strelni položaj in uničil kočije ter vozove. Prihajajoče francoske ladje so več njegovih podpornih ladij potisnile na obalo, ki so jih potem zažgali, da bi preprečili njihovo zajetje. Ko so se Francozi pomikali po kanalu proti Newportu, je Pigot ukazal, da se preostale ladje potopijo, da bi ovirale francoski dostop do newportskega pristanišča. D'Estaing je 8. avgusta premaknil večji del svoje flote v newportsko pristanišče.
9. avgusta je d'Estaing začel izkrcavati nekatere od svojih 4.000 vojakov na bližnji otok Conanicut. Istega dne je general Sullivan izvedel, da je Pigot zapustil Butts Hill. V nasprotju z dogovorom z d'Estaingom je Sullivan nato prečkal vojake, da bi zasedel to višje območje, zaskrbljen, da bi Britanci lahko ponovno zasedli to zemljo s številčno močjo. Čeprav je d'Estaing kasneje odobril to dejanje, je bila njegova prvotna reakcija, pa tudi reakcija nekaterih njegovih častnikov, negodovanje. John Laurens je napisal, da je dejanje "dalo veliko užaljenost francoskim častnikom". Sullivan je bil na poti na sestanek z d'Estaingom, ko se je ta izvedel, da je flota admirala Howa prispela.

### Škoda zaradi nevihte
Flota lord Howa je zaradi nasprotnih vetrov zamudila odhod iz New Yorka in je prispela pred "Point Judith, Rhode Island" 9. avgusta. Ker je bila d'Estaingova flota številčnejša od Howove se je francoski admiral, prestrašen, da se bo Howe še dodatno okrepil in na koncu pridobil številčno prednost, ponovno vkrcal francoske vojake in 10. avgusta odplul v boj z Howeom. Ko sta se obe floti pripravljali na bitko in manevrirali za pozicijo se je vreme poslabšalo in je izbruhnila huda nevihta. Trajala je dva dni, nevihta je razpršila obe floti in hudo poškodovala francosko admiralsko ladjo. Prav tako je preprečila načrte Sullivana, da bi 11. avgusta napadel Newport brez francoske podpore. Medtem ko je Sullivan čakal na vrnitev francoske flote, je začel oblegalne operacije in se 15. avgusta približal britanskim linijam ter naslednji dan zasedel jarke severovzhodno od utrjene britanske linije severno od Newporta.
Ko sta se dve floti trudili, da bi se ponovno zbrali, so se posamezne ladje srečale s sovražnikovimi ladjami in je prišlo do več manjših pomorskih spopadov; dve francoski ladji (vključno z d'Estaingovo admiralno ladjo), ki sta že utrpeli škodo zaradi nevihte, sta bili hudo poškodovani v teh srečanjih. Francoska flota se je ponovno zbrala pred Delawarejem in se 20. avgusta vrnila v Newport, medtem ko se je britanska flota ponovno zbrala v New Yorku.
Kljub pritiskom svojih poveljnikov, da se takoj odpelje v Boston na popravila, je admiral d'Estaing namesto tega odplul v Newport, da bi obvestil Američane, da jim ne bo mogel pomagati. Ko je prispel 20. avgusta, je obvestil Sullivana in zavrnil prošnje, da bi Britance lahko prisili, da se predajo le v enem ali dveh dneh s njihovo pomočjo. O odločitvi je d'Estaing napisal: "Bilo je [...] težko prepričati se, da bi bilo približno šest tisoč dobro utrjenih moških z utrdbo, pred katero so kopali jarke, mogoče vzeti bodisi v štiriindvajsetih urah bodisi v dveh dneh." Da bi d'Estaingove flota ostala v Newportu so prav tako nasprotovali d'Estaingovi poveljniki, s katerimi je imel težaven odnos zaradi njegovega prihoda v mornarico na višjem položaju po službi v francoski vojski. D'Estaing je 22. avgusta odplul v Boston.

### D'Estaing prispe v Boston
Francoska odločitev je povzročila val jeze med ameriškimi momi in njihovimi poveljniki. Čeprav je general Greene napisal pritožbo, ki jo je John Laurens označil za "pragmatično in polno življenja", je bil general Sullivan manj diplomatski. V dopisu, ki je vseboval veliko provokativnih besed, je d'Estaingovo odločitev označil za "omalovažujočo za čast Francije" in vključil nadaljnje pritožbe v dnevne ukaze, ki so bili kasneje natinsjeni, ko so se umirile strasti. Ameriški pisci iz vrst so francosko odločitev označili za "bežanje" in opazili, da so nas "zapustili na izjemno prevarantski način".
Francoski odhod je povzročil množični odhod ameriške milice, kar je znatno zmanjšalo ameriške sile. 24. avgusta je Sullivan prejel obvestilo od  Georga Washingtona, da Clinton zbira reševalne sile v New Yorku. Tisti večer je njegov posvetov s častniki sprejel odločitev o umiku na položaje na severnem delu otoka. Sullivan je še naprej iskal francosko pomoč in poslal Lafayetta v Boston, da bi se nadalje pogajal z d'Estaingom.
V tem času pa Britanci v New Yorku niso sedeli križem rok. Lord Howe, zaskrbljen zaradi francoske flote in dodatno okrepljen z prihodom ladij iz Byronovega v neurju premetenega eskadrona, je odplul, da bi ujel d'Estainga, preden bi ta dosegel Boston. General Clinton je organiziral enoto 4.000 ljudi pod poveljstvom generalmajorja Charlesa Greya in odplul z njo 26. avgusta, namenjeno v Newport.
Provokativna pisma generala Sullivana so prispela preden je francoska flota dosegla Boston; prva reakcija admirala d'Estainga je bila poročana kot dostojanstvena tišina. Pod pritiskom Washingtona in kontinentalnega kongresa so politiki delali na pomirjanju incidenta, tako da je bil d'Estaing v dobrem razpoloženju, ko je Lafayette prispel v Boston. D'Estaing je celo ponudil, da bo preusmeril trupe po kopnem, da bi podprl Američane: "Ponudil sem, da postanem polkovnik pehote, pod poveljstvom tistega, ki je pred tremi leti bil odvetnik in ki je zagotovo moral biti neprijeten človek za svoje stranke".
General Pigot je bil strogo kritiziran s strani Clintona, ker ni čakal na reševalno enoto, ki bi morda uspešno ujela Američane na otoku. Kmalu zatem je odplul iz Newporta v Anglijo. Newport so Britanci zapustili oktobra 1779, ko je bila ekonomija uničena zaradi vojne.

### Druge akcije
Reševalna enota Clintona in Greya je prispela v Newport 1. septembra. Glede na to, da je bila grožnja mimo je Clinton namesto tega naročil Greyju, da izvede napad na več skupnosti na obali Massachusettsa. Admiral Howe ni bil uspešen v svojem poskusu, da bi ujel d'Estainga, kateri je imel močno pozicijo pri "Nantasket Roads", ko se je Howe tja pripeljal 30. avgusta. Admiral Byron, ki je nasledil Howa kot poveljnika newyorške postaje septembra, tudi ni bil uspešen pri blokadi d'Estainga: njegova flota je bila razpršena zaradi nevihte, ko je priplula pred Boston, medtem ko se je d'Estaing odpravila naprej, proti Zahodni Indiji.
Britanska mornarica v New Yorku ni bila neaktivna. Viceadmiral Sir George Collier je izvedel vrsto amfibijskih napadov na obalne skupnosti od "Chesapeake Baya" do Connecticuta ter preizkušal ameriške obrambe v dolini "Hudson River". Z velikim številom plovil se je vzpenjal po reki in podprl ključno zajetje oporišča "tony Point, New York", a se ni pomaknil naprej. Ko je Clinton oslabil posadko tam, da bi zagotovil ljudi za napadalne ekspedicije, je Washington organiziral protinapad. Brigadni general Anthony Wayne je vodil enoto, ki je z uporabo samo bajoneta ponovno zavzela Stony Point. Američani so se odločili, da oporišča ne bodo obdržali, vendar je njihovo morala utrpelo udarec kasneje tistega leta, ko njihov neuspeh pri sodelovanju s Francozi ni uspel izgnati Britancev iz "Savannah, Georgia". Nadzor nad Georgijo je bil formalno vrnjen njenemu kraljevemu guvernerju Jamesu Wrightu julija 1779, a zaledje ni prišlo pod britanski nadzor do po obleganju Charlestona leta 1780. Patriotske sile so leta 1781 ponovno osvojile Augusto z obleganjem, toda Savannah je ostala v britanskih rokah do leta 1782. Škoda, ki ho je bila utrpela v Savanni je prisilila ladje Marseillois, Zélé, Sagittaire, Protecteur in Experiment, da se vrnejo v Toulon na popravila.
John Paul Jones je aprila 1778 vodil napad na zahodno angleško mesto Whitehaven, kar je predstavljalo prvo vključevanje ameriških sil zunaj Severne Amerike.

## Yorktownska kampanja

### Francosko in ameriško načrtovanje za 1781
Francoski vojaški planerji so morali uravnotežiti nasprotujoče si zahteve za kampanjo leta 1781. Po neuspešnih ameriških poskusih sodelovanja, ki so privedli do neuspešnih napadov na Rhode Islandu in Savannahu so spoznali, da je potrebna bolj aktivna udeležba v Severni Ameriki. Vendar so potrebovali tudi usklajevanje svojih dejanj s Španijo, kjer je bilo potencialno zanimanje za napad na britansko trdnjavo Jamajka. Izkazalo se je, da Španci niso bili zainteresirani za operacije proti Jamajki, dokler se niso spoprijeli z pričakovanim britanskim poskusom, da bi okrepili obleganjem Gibraltarja in so želeli le biti obveščeni o premikih flote v Zahodni Indiji.
Ko se je francoska flota pripravljala na odhod iz Bresta v Franciji marca 1781, je bilo sprejetih več pomembnih odločitev. Flota Zahodnih Indij, pod vodstvom kontra-admirala Comte Françoisa Josepha Paula de Grasseka, ki je po operacijah na "Windward Islands" odpotovala v Cap-Français (današnji "Cap-Haïtien, Haiti"), da bi ugotovila, katere vire bo treba zagotoviti za podporo španskim operacijam. Zaradi pomanjkanja prevoznih sredstev je Francija obljubila tudi šest milijonov livrov, da bi podprla ameriške vojne napore namesto da bi poslali dodatne čete. Francoska flota v Newportu je dobila novega poveljnika, grofa Jacques-Melchiorja de Barras Saint-Laurenta. Naročeno mu je bilo, da odpluje s floto iz Newporta, da bi nadlegoval britanske pomorske poti ob Novi Škotski in Newfoundlandu ter da se francoska vojska v Newportu združi z Washingtonovo vojsko zunaj New Yorka. V ukazih, ki jih niso delili v celoti z generalom Washingtonom, je De Grasse prejel navodila, da naj pomaga pri operacijah v Severni Ameriki po postanku v Cap-Français. Francoskemu generalmajorju grof Jean-Baptistu de Rochambeaju je bilo naročeno, da Washingtonu pove, da bi de Grasse lahko pomagal, ne da bi se zavezal (Washington je izvedel od Johna Laurensa, ki je bil nameščen v Parizu, da je imel de Grasse pravico, da odide na sever).

### Začetni koraki
Decembra 1780 je general Clinton poslal brigadnega generala Benedicta Arnolda (ki je prejšnji september zamenjal stran) s približno 1.700 vojaki v Virginijo, da bi izvajal napade in utrdil "Portsmouth, Virginia". Washington je odgovoril tako, da je poslal markiza de Lafayettea na jug z majhno vojsko, da bi nasprotoval Arnoldu. V želji, da bi Arnolda ujeli med vojsko Lafayettea in francosko pomorsko enoto, je Washington poiskal admirala Chevalierja Destouchesa, poveljnika francoske flote v Newportu za pomoč. Destouches je bil omejen z večjo britansko severnoameriško floto, ki je bila zasidrana v Gardinerjevem zalivu, ob vzhodnem koncu Long Islanda in ni mogel pomagati.
V začetku februarja, po prejemu poročil o britanskih ladjah, ki so bile poškodovane v nevihti, je Destouches sklenil, da bo poslal pomorsko ekspedicijo iz svoje baze v Newportu. 9. februarja je kapitan Arnaud de Gardeur de Tilley odplul iz Newporta s tremi ladjami Eveille in frigatama Surveillante in Gentile). Ko je de Tilley prispel pred Portsmouth štiri dni kasneje, je Arnold umaknil svoje ladje, ki so imele plitkejše sede po reki Elizabeth v Virginiji, kjer večje francoske ladje niso mogle slediti. Ker ni mogel napasti Arnoldove pozicije, se je de Tilley lahko le vrnil v Newport. Na poti nazaj so Francozi ujeli HMS Romulus', frigato z 44 topovi, ki je bila poslana, da bi raziskala njihova gibanja. Ta uspeh in prošnje generala Washingtona sta omogočila, da je Destouches začel obsežno operacijo. 8. marca je Washington bil v Newportu, ko je Destouches odplul s celotno floto, ki je nosila 1.200 vojakov za uporabo pri kopenskih operacijah, ko so prispeli v Chesapeake.
Viceadmiral Mariot Arbuthnot, poveljnik britanske flote v Severni Ameriki je vedel, da Destouches načrtuje nekaj, vendar ni izvedel za Destouchesovo odplutje vse do 10. marca, in takoj je pripeljal svojo floto iz Gardinerjevega zaliva v zasledovanje. Imel je prednost ugodnih vetrov in dosegel "Cape Henry" 16. marca, nekoliko pred Destouchesom. Čeprav je doživel taktični poraz je Arbuthnot uspel priti v Chesapeake Bay, s čimer je onemogočil prvotni namen poslanstva Destouches, kar je francosko floto prisililo, da se vrne v Newport. Potem, ko so ladje dostavile 2.000 moškega za okrepitev Arnolda, se je Arbuthnot vrnil v New York. Julija je odstopil s položaja vodje britanske flote v Severni Ameriki in odšel v Anglijo, kar je končalo burno, zahtevno in neproduktivno razmerje z generalom Clintonom.

### Prihod flot
Francoska flota je odplula iz Bresta 22. marca. Britanska flota je bila zasedena s pripravami na oskrbo Gibraltarja in ni poskušala nasprotovati odhodu. Po odhodu francoske flote je francoska frigata Concorde odplula proti Newportu, s seboj je nosila Rochambeaujeve ukaze in kredite za šest milijonov livrov. V ločenem sporočilu, poslanem pozneje, je admiral de Grasse prav tako postavil dve pomembni prošnji. Prva je bila, da ga obvestijo v Cap-Français o situaciji v Severni Ameriki, da bi lahko odločil kako bi lahko pomagal pri operacijah tam, druga pa, da želi biti oskrbljen z 30 morskimi piloti, ki poznajo severnoameriške vode.
21. maja sta se generala George Washington in comte de Rochambeau, poveljnika ameriške in francoske vojske v Severni Ameriki, srečala, da bi razpravljala o morebitnih operacijah proti Britancem. Razmišljala sta o napadu ali obleganju glavne britanske baze v New Yorku ali o operacijah proti britanskim silam v Virginiji. Ker bi katera koli od teh možnosti zahtevala pomoč francoske flote, ki je bila takrat v Zahodni Indiji, je bila poslana ladja, da bi se srečala z de Grassom, ki so ga pričakovali v Cap-Françaisu, ter predstavila možnosti in ga prosila za pomoč. Rochambeau je v zasebni opombi de Grasseu navedel, da je njegova preferenca za operacijo proti Virginiji. Oba generala sta nato premaknila svoji vojski v "White Plains, New York", da bi preučila obrambo New Yorka in čakala novice od de Grassea.
De Grasse je prispel v Cap-Français 15. avgusta. Takoj je poslal odgovor, da bo odplul proti Chesapeakeu. Z 3.200 vojaki je odplul iz Cap-Français s celotno floto, 28 linijskimi ladijami. Da bi se izognil opazovanju, je odplul izven običajnih plovnih poti in prispel na ustje Chesapeake Baya 30. avgusta in izkrcal vojake, da bi pomagali pri kopenski blokadi Cornwallisa. Dve britanski frigati, ki naj bi bili na patrulji zunaj zaliva, sta bili ujeti znotraj zaliva ob prihodu de Grassea; to je onemogočilo Britancem v New Yorku, da bi se seznanili s polno močjo de Grasseove flote, dokler ni bilo prepozno.
Britanski viceadmiral Sir George Brydges Rodney je bil opozorjen, da de Grasse načrtuje, da bo vsaj del svoje flote odplul proti severu. Čeprav je imel nekaj namigov, da bi lahko odpeljal celo floto (bil je namreč seznanjen s številom pilotov, ki jih je de Grasse zahteval, na primer), je predvideval, da de Grasse ne bo pustil francoskega konvoja pri "Cap-Haïtien|Cap-Français" in da ga bo del njegove flote pospremil v Francijo. Zato je Rodney ustrezno razdelil svojo floto in poslal viceadmirala sir Samuela Hooda severno z 15 bojnimi ladjami in navodili, da naj najde Grasseovo destinacijo v Severni Ameriki in poroča v New York. Rodney, ki je bil bolan, je vrnil preostanek flote nazaj v Britanijo, da bi si opomogel, prenovil svojo floto in se izognil sezoni atlantskih orkanov. Hood je odplul iz Antigue 10. avgusta, pet dni po Grasseju. Med plovbo se je eno od njegovih plovil ločilo in ga ujeli privatniki.
Hoodova flota, ki je plula bolj neposredno kot Grasse, je priplula do vhoda v Chesapeake 25. avgusta. Ker ni našel francoskih plovil je odplul naprej v New York, da se sestane z kontra-admiralom sir Thomasom Gravesom, ki je poveljeval severno ameriški floti po Arbuthnotovem odhodu, ki je preživel več tednov, da bi poskušal prekiniti konvoj, ki ga je organiziral John Laurens, da bi prinesel nujno potrebne zaloge in trdo valuto iz Francije v Boston. Ko je Hood prispel v New York, je ugotovil, da je Graves v pristanišču (po tem, ko mu ni uspelo prekiniti konvoja), vendar je imel le pet bojnih plovil, ki so bila pripravljena na boj.
De Grasse je obvestil svojega nasprotnika v Newportu, grofa de Barrasa Saint-Laurenta o svojih namenih in načrtovanem datumu prihoda. De Barras je odplul iz Newporta 27. avgusta z 8 bojnimi plovili, 4 fregatamiin 18 transportnimi plovili, ki so nosili francosko orožje in oblegovalno opremo. Namenoma je plul po krožni poti, da bi zmanjšal možnost srečanja z Britanci, če bi odpluli iz New Yorka v zasledovanje. Washington in Rochambeau sta medtem 24. avgusta prečkala Hudson in pustila nekatere enote za lažno potezo, da bi odložila morebitno akcijo generala Clintona za mobilizacijo podpore za Cornwallisa.
Novica o odhodu de Barrasa je britanskim poveljnikom dala vedeti, da je Chesapeake verjetna tarča francoskih flote. Do 31. avgusta je Graves premaknil svoja plovila čez peščenjak v newyorškem pristanišču. Prevzel je poveljstvo združene flote, ki je zdaj štela 19 plovil, Graves je odplul proti jugu in prispel do ustja Chesapeake 5. septembra. Njegov napredek je bil počasen; slabo stanje nekaterih plovil iz Zahodne Indije (v nasprotju z trditvami admirala Hooda, da je njegova flota primerna za mesečno službo) je zahtevalo popravila na poti. Graves je bil prav tako zaskrbljen zaradi nekaterih plovil v svoji floti; "HMS Europa" je še posebej težko manevrirala. Bitka pri Chesapeakeu se je začela, ko je ladja Marseillois izmenjala ognjene strele z 64-topovsko "HMS Intrepid" pod poveljstvom kapitana Anthonyja Molloya.

## Posledice
Britanski umik v razsulu je sprožil val panike med lojalistično populacijo. Novica o porazu tudi ni bila dobro sprejeta v Londonu. Kralj Jurij III. Britanski je napisal ( dolgo pred tem, ko se je izvedelo za Cornwallisovo predajo), da "po spoznanju o porazu naše flote [...] skoraj mislim, da je imperij uničen".
Francoski uspeh pri popolnem obkrožanju Cornwallisa jih je trdno postavil pod nadzor Chesapeake Bay. Poleg tega, da so ujeli številna manjša britanska plovila, sta de Grasse in de Barras dodelila svoja manjša plovila za pomoč pri transportu Washingtonovih in Rochambeaujevih enot od "Head of Elk, Marylanda" do Yorktowna.
Šele 23. septembra sta Graves in Clinton izvedela, da je francoska flota v Chesapeakeu štela 36 ladij. To novico je prineslo sporočilo, ki ga je Cornwallis izdal 17., skupaj s prošnjo za pomoč: "Če me ne morete kmalu razbremeniti, se morate pripraviti na najslabše". Po popravilu v New Yorku je admiral Graves 19. oktobra odplul iz New Yorka z floto 25 bojnih ladij in transportnimi plovili, ki so prevažali 7.000 vojakov, da bi razbremenil Cornwallisa. To je bilo dva dni po tem, ko je Cornwallis kapituliral v Yorktownu (1781). General Washington je de Grasseju priznal pomen njegove vloge pri zmagi: "Opazili boste, da mora imeti mornarica odločilni glas v trenutnem sporu, ne glede na to, kakšni so napori kopenskih vojska". Nazadnje je kapitulacija Cornwallisa pripeljala do miru dve leti pozneje in britanskega priznanja neodvisnih Združenih držav Amerike.
Admiral de Grasse se je s svojo floto vrnil do Zahodne Indije. V večji bitki, ki je prekinila francosko-španske načrte za zajetje Jamajke leta 1782, je bil poražen in ujet od strani admirala Rodneyja v "bitki pri Saintes". Njegova admiralna ladja Ville de Paris je bila izgubljena na morju v nevihti, medtem ko je bila na poti kot del vojnega plena v Anglijo kot del flote, ki jo je vodil admiral Graves. Kljub polemiki glede njegovega ravnanja v tej bitki je Graves nadaljeval s služenjem, napredoval v polnega admirala in prejel irsko plemiško título.